# سيلفا رينالدو ريبيرو
سيلفا رينالدو ريبيرو (8 يونيو 1981 - ) هو لاعب كرة قدم برازيلي في مركز الوسط. لعب مع نادي رايندورف آلتاخ و و1. FC Vöcklabruck ‏ وSV Hall ‏ ودورنبيرن 1913 ‏ ونادي تيرول وSC Austria Lustenau ‏ وSchwarz-Weiß Bregenz ‏.

## وصلات خارجية
- سيلفا رينالدو ريبيرو على موقع Soccerway.com (الإنجليزية)
- سيلفا رينالدو ريبيرو على موقع عالم كرة القدم.نت (الإنجليزية)